# Kevin Hazeleger
Kevin Hazeleger (Bunschoten-Spakenburg, 25 februari 1994) is een Nederlandse krachtsporter en regerend Sterkste Man van Nederland.

## Biografie
Kevin Hazeleger is opgegroeid in Bunschoten. Hij haalde zijn diploma "sport en beweging" op de sportacademie te Amersfoort. Hazeleger kwam met fitness in aanraking om af te vallen. In de fitness werd zijn talent voor krachtsport ontdekt en is hij zich vervolgens gaan specialiseren op kracht.
Hazeleger is werkzaam als lasser.

## Prestaties

### Prestaties op jaartal in binnen- en buitenland
- 1e plaats Sterkste Man van de Brabantse wal 2019
- 6e plaats Sterkste Man van Nederland 2021
- 3e plaats Eisenbar Megatron 2021
- 3e plaats European Giants, Duitsland 2022
- 4e plaats Sterkste Man van Nederland 2022
- 6e plaats Imatra Strongman Showdown, Finland 2022
- 1e plaats Sterkste Man van Spakenburg 2022
- Nederland vertegenwoordigt in open klasse Official Strongman Games 2022
- 4e plaats European Giants, Duitsland 2023
- 3e plaats Strongman Champions League Holland 2023
- 2e plaats Sterkste Man van Nederland 2023
- 1e plaats Strongman Champions League Poland 2023
- 1e plaats Grip Challenge Nederland 2023, Schinveld 12 november 2023
- 1e plaats Sterkste Man van Nederland 2024
- 1e plaats Sterkste Man van Nederland 2025

## Sterkste Man van Nederland 2024
In 2024 won Hazeleger voor het eerst de titel Sterkste Man van Nederland. Titelverdediger Kelvin de Ruiter werd tweede. Hazeleger was automatisch gekwalificeerd voor de wedstrijd vanwege zijn tweede plek het jaar ervoor. Tijdens de wedstrijd die werd gehouden op 7 juli 2024 in Deventer wist Hazeleger 69,5 punten van de 72 punten te behalen. Van de 6 onderdelen op die wedstrijd werd hij tweemaal tweede en 4 keer eerste waarvan één gedeelde eerste plaats op de cardeadlift.

## Sterkste Man van Nederland 2025
In 2025 won Hazeleger voor de tweede keer op rij de titel Sterkste Man van Nederland. Hazeleger was automatisch gekwalificeerd voor de wedstrijd vanwege zijn eerste plek het jaar ervoor. Tijdens de wedstrijd die werd gehouden op 20 juli 2025 in Weert wist Hazeleger 66 punten van de 72 punten te behalen. De befaamde atlas stones moest Hazeleger als laatste afleggen met natte stenen vanwege regenval, ondanks dat wist hij toch een tweede plek te behalen, dit verzekerde hem van de overwinning. Van de 6 onderdelen op die wedstrijd werd hij eenmaal vijfde, tweemaal tweede en drie keer eerste. 